# Endschütz
Endschütz is een gemeente in de Duitse deelstaat Thüringen, en maakt deel uit van de Landkreis Greiz.
Endschütz telt 327 inwoners.